# Mariene provincie Tropische Zuidwestelijke Stille Oceaan
De Mariene provincie Tropische Zuidwestelijke Stille Oceaan (35) (Engels: Tropical Southwestern Pacific marine province) is een biogeografische provincie en ligt in het zuidwesten van de Grote Oceaan in het Marien rijk Centrale Indo-Pacific. De mariene provincie is vastgesteld door het World Wide Fund for Nature en The Nature Conservancy en is vernoemd naar de tropische wateren in het zuidwesten van de Stille Oceaan.
In het oosten grenst het gebied aan de mariene provincie Zuidoost-Polynesië (40), in het noordoosten aan de mariene provincie Centraal-Polynesië (39) en de mariene provincie Marshall-, Gilbert- en Ellice-eilanden (38), in het noorden aan de mariene provincie Oostelijke Koraaldriehoek (31), in het westen aan de mariene provincie Noordoost-Australische Plat (33), in het zuidwesten aan de mariene provincie Oost-Centraal Australisch Plat (55) en in het zuiden aan de mariene provincie Lord Howe-eiland en Norfolk (36).

## Geografie
De mariene provincie ligt rond een deel van de Tonga-eilanden, het grootste deel van de Fiji-eilanden, de Salomonseilanden, Vanuatu, Nieuw-Caledonië en ten noordoosten van Australië in de Koraalzee, maar exclusief de ongeveer 100 kilometer brede kustzone met daar het Groot Barrièrerif.

## Biogeografie
Het gebied kent zeeleven dat houdt van tropische temperaturen.

## Mariene ecoregio's
Deze mariene provincie bestaat uit 5 mariene ecoregio's:
- Mariene ecoregio Tonga-eilanden (146)
- Mariene ecoregio Fiji-eilanden (147)
- Mariene ecoregio Vanuatu (148)
- Mariene ecoregio Nieuw-Caledonië (149)
- Mariene ecoregio Koraalzee (150)